# Roberto Bodegas
Roberto Bodegas, né le 3 juin 1933 à Madrid (Seconde République espagnole) et mort le 2 août 2019 dans la même ville, est un réalisateur et scénariste espagnol.

## Biographie
Il fait des études secondaires, suit des cours de marine marchande, puis étudie la philosophie et la littérature. Sa famille était originaire de Haro, où il s'est passionné pour la tauromachie.
En 1958, il dirige la section de cinéma amateur du Cine Ateneo de Madrid. Un an plus tard, il collabore avec l'Escuela Oficial de Cine (es).
En 1961, il émigre à Paris, où il travaille avec des réalisateurs de renom tels que Serge Bourguignon, Jean Valère, Christian-Jaque, Gérard Oury, Fred Zinnemann, Denys de La Patellière et Jacques Deray. Son film de 1971, Des Espagnoles à Paris, a été présenté au 7e Festival international du film de Moscou.
Entre 1982 et 1990, il travaille avec les cinéastes espagnols José Luis Garci et Pilar Miró. En 1984, il démissionne de son poste de membre de la commission d'octroi de subventions au cinéma du ministère de la Culture.

## Filmographie

### Réalisateur de cinéma
- 1971 : Des Espagnoles à Paris (Españolas en París)
- 1973 : Vida conyugal sana (es)
- 1974 : Los nuevos españoles (es)
- 1975 : L'Infidèle (La adúltera)
- 1976 : Libertad provisional (es)
- 1982 : Corazón de papel (es)
- 1985 : Matar al Nani (es)

### Réalisateur de télévision
- 1994 : Joc de rol
- 1995 : Rutas de ida y vuelta
- 1998 : El secreto de la porcelana
- 1998 : La virtud del asesino (es)
- 2001 : Condenado a vivir (es), documentaire sur la vie du poète tétraplégique Ramón Sampedro
- 2008 : 20-N: los últimos días de Franco (es), documentaire sur les derniers jours de Francisco Franco

### Scénariste
- 1974 : Los nuevos españoles (es)
- 1974 : La Femme aux bottes rouges de Juan Luis Buñuel
- 1975 : Leonor de Juan Luis Buñuel
- 1975 : L'Infidèle (La adúltera)
- 1980 : Peur de sortir la nuit (es) (Miedo a salir de noche) d'Eloy de la Iglesia